# 洛尼戈
洛尼戈（義大利語：Lonigo），是意大利威尼托大区维琴察省的一个市镇。总面积49平方公里，人口16070人，人口密度328.0人/平方公里（2009年）。国家统计（ISTAT）代码为024052。

## 友好城市
- 德国阿本斯贝格 1999年